# Episodi di Tutto può succedere (seconda stagione)
La seconda stagione della serie televisiva italiana Tutto può succedere è andata in onda in prima serata su Rai 1 dal 20 aprile 2017 al 29 giugno 2017.
| nº | Episodio             | Prima TV       | Ascolti   | Share  |
| -- | -------------------- | -------------- | --------- | ------ |
| 1  | Primo episodio       | 20 aprile 2017 | 4.088.000 | 18,02% |
| 2  | Secondo episodio     | 27 aprile 2017 | 3.939.000 | 16,94% |
| 3  | Terzo episodio       | 4 maggio 2017  | 4.099.000 | 17,94% |
| 4  | Quarto episodio      | 11 maggio 2017 | 3.818.000 | 17,5%  |
| 5  | Quinto episodio      | 18 maggio 2017 | 3.698.000 | 16,7%  |
| 6  | Sesto episodio       | 21 maggio 2017 | 3.340.000 | 14.8%  |
| 7  | Settimo episodio     | 25 maggio 2017 | 4.224.000 | 18,8%  |
| 8  | Ottavo episodio      | 28 maggio 2017 | 3.161.000 | 14.84% |
| 9  | Nono episodio        | 1º giugno 2017 | 3.877.000 | 19%    |
| 10 | Decimo episodio      | 8 giugno 2017  | 3.723.000 | 17,2%  |
| 11 | Undicesimo episodio  | 15 giugno 2017 | 3.359.000 | 16,9%  |
| 12 | Dodicesimo episodio  | 22 giugno 2017 | 3.405.000 | 17,2%  |
| 13 | Tredicesimo episodio | 29 giugno 2017 | 3.580.000 | 18.14% |

## Primo episodio
Finalmente Carlo e Feven stanno per sposarsi ma alla vigilia delle nozze un litigio fra Emma e Genet, la madre di Feven, spinge i due futuri sposi a mettere tutto in discussione. Intanto dal passato torna Elia, l'ex marito di Sara, che ha trovato un nuovo lavoro vicino a Roma e vuole riallacciare i rapporti con i suoi figli. E se con Denis è più semplice, Ambra continua a guardare con sospetto a quel padre egoista e invadente.

## Secondo episodio
Carlo è costretto a confessare a Feven il suo tradimento. Feven, per tutta risposta, lo lascia. Carlo, a pezzi per quanto accaduto, si sente in colpa e confessa tutto ad Alessandro, che però la prende molto male. Nel corso della lite, però, Max scopre di avere la sindrome di Asperger.

## Terzo episodio
Alessandro e Cristina vengono a sapere dalla scuola che Max è pronto per frequentare una scuola pubblica. Alessandro non sa come dire alla moglie del licenziamento e Carlo, nel frattempo, per riconquistare il cuore di Feven, decide di vendere il Major Tom.

## Quarto episodio
Emma scopre di avere un tumore benigno; davanti alle domande di Alessandro, Emma dice al figlio che deve andare a Pisa senza specificare il perché e le chiede di accompagnarla. A casa di Lorenzo c’è un nuovo arrivato. Intanto, Giulia incontra un poliziotto di nome Alberto...

## Quinto episodio
Carlo, scosso per la rottura con Feven, vuole comprare un locale più bello e più grande del Major Tom. Alessandro però rifiuta di entrare in società con lui. Emma, intanto, fissata la data dell'operazione, dice alla famiglia che partirà per una crociera. Un segreto che, però, non avrà vita lunga. Intanto Giulia e Alberto continuano a vedersi di nascosto.

## Sesto episodio
Stefano Privitera torna nella vita di Ambra. La ragazza, infatti, lo accompagna a disperdere le ceneri del padre, scatenando la gelosia di Giovanni. Emma viene dimessa dall'ospedale. Ettore è sgomento quando scopre che Emma e i figli hanno assunto Ornella, un'infermiera specializzata, per prendersi cura della donna.

## Settimo episodio
Giulia tiene nascosta a Luca la sua relazione con Alberto. Luca, intanto, le chiede di tenersi alla larga dai suoi rapporti con i clienti. Cristina, con l'aiuto di Carlo, dà alla luce Maria. Federica aiuta Max ad ambientarsi nella nuova scuola e a chiedere scusa a Robel. Fra i ragazzi del liceo si diffonde intanto una foto di Sara e Marco Nardini che si baciano.

## Ottavo episodio
Cristina desidera fare qualcosa con la famiglia al gran completo. Su consiglio di Sara, Alessandro prende i biglietti per il Lago dei Cigni ma la famiglia litiga e Cristina ci va da sola con Maria. Sara tiene nascosto a Nardini che va a trovare l'ex marito, ma quando Nardini lo scopre ne è deluso e un po' geloso.

## Nono episodio
Al "Ground Control" c'è grande sintonia fra Alessandro, Carlo e Barbara. Nonostante Carlo sia convinto di piacere alla ragazza, questa bacia Alessandro. Sara è preoccupata per Denis: il ragazzo va male a scuola: passa troppo tempo con Emilia?

## Decimo episodio
Ambra è in cerca di lavoro e Cristina le offre di lavorare come sua assistente alla campagna elettorale di Renato De Cairo. Ambra accetta ma l'inizio non è dei migliori. Intanto Carlo confessa a Sara di aver fatto l'amore con Feven.

## Undicesimo episodio
Carlo e Alessandro vengono intervistati dalla rivista "Il Mucchio", ma quando si scopre che il pezzo parla quasi solo di Alessandro, Carlo ci rimane male e la vicenda degenera. Alessandro riceverà il perdono di suo fratello quando gli riconoscerà il merito della loro bella esperienza al Ground Control.

## Dodicesimo episodio
Renato de Cairo chiede ad Ambra di continuare a lavorare per lui anche dopo le elezioni e la invita a cena. I due finiscono col baciarsi. Ambra, però, non sa bene come interpretare quel bacio. Alessandro sorprende Stefano e Federica a baciarsi e non è per niente contento

## Tredicesimo episodio
Ambra confida a sua madre che vorrebbe tornare a fare musica. Valerio chiede a Feven di sposarlo. Nel frattempo, Carlo e Alessandro ricevono una proposta di acquisto per il Ground Control molto alta. Carlo, senza il consenso di Alessandro, la rifiuta. I due tornano a litigare. Finalmente, Feven capisce di amare ancora Carlo e torna da lui e gli chiede di sposarla. Durante il matrimonio, Ambra e Giovanni si riappacificano; Stefano propone ad Alessandro di dirigere la Privitera; Stefano e Federica decidono di partire insieme per Londra; Giulia si prende del tempo lasciando sia Alberto sia Luca e Carlo e Alessandro fanno pace.